# Scobinți
Scobinți è un comune della Romania di 7 490 abitanti, ubicato nel distretto di Iași, nella regione storica della Moldavia.
Il comune è formato dall'unione di 5 villaggi: Bădeni, Fetești, Scobinți, Sticlăria, Zagavia.